# 1763 Williams
1763 Williams eller 1953 TN2 är en asteroid i huvudbältet, som upptäcktes 13 oktober 1953 av Indiana Asteroid Program vid Indiana University Bloomington med Goethe Link Observatory. Asteroiden har fått sitt namn efter Kenneth P. Williams.
Asteroiden har en diameter på ungefär 6 kilometer och den tillhör asteroidgruppen Flora.